# Franz Kemser
Franz Kemser (* 11. November 1910 in Partenkirchen; † 20. Januar 1986 in Garmisch-Partenkirchen) war ein deutscher Bobfahrer. Er gewann 1952 im Viererbob die olympische Goldmedaille.

## Karriere
Franz Kemser startete für den SC Riessersee. Bei der Weltmeisterschaft 1938 im Viererbob, die in seinem Heimatort Garmisch-Partenkirchen ausgetragen wurde, war Kemser Anschieber im Bob von Hanns Kilian, zusammen mit Werner Windhaus und Bobby Braumüller belegten sie den zweiten Platz hinter dem von Frederick McEvoy gesteuerten britischen Bob. 1939 gewann Kilian mit Kemser, Windhaus und Lechner die deutsche Meisterschaft. Bei der Weltmeisterschaft 1939 in Cortina d’Ampezzo gewann Kilian Bronze zusammen mit Windhaus, Hans Schmidt und Kemser. Kilian, Kemser, Windhaus und Schmidt gewannen zehn Jahre später auch die erste deutsche Meisterschaft im Viererbob nach dem Zweiten Weltkrieg.
Für die Olympischen Spiele 1952 hatte sich Franz Kemser im Viererbob mit einem von ihm selbst gesteuerten Bob qualifiziert. Bei den Trainingsläufen in Oslo lagen sein Bob und der von Anderl Ostler gesteuerte erste deutsche Bob deutlich hinter den schwereren Teams aus den USA und aus der Schweiz zurück. Die deutsche Mannschaftsleitung meldete daraufhin den zweiten deutschen Bob ab und setzte die schwersten Leute in einen Bob. Der auf diese Art zusammengesetzte Bob mit Anderl Ostler, Friedrich Kuhn, Lorenz Nieberl und Franz Kemser siegte dann vor dem US-Bob von Stanley Benham und dem Schweizer Bob von Fritz Feierabend. Nach den Olympischen Spielen 1952 wurden Gewichtslimits für Zweier- und Viererbobs eingeführt. Franz Kemser erhielt, wie die anderen Bob-Fahrer seines Vierer-Bobs, 1952 das Silberne Lorbeerblatt.
1953 trat Kemser als Anschieber von Anderl Ostler im Zweierbob an und gewann die deutsche Meisterschaft. Bei der Weltmeisterschaft in Garmisch-Partenkirchen belegten die beiden den zweiten Platz hinter den Schweizern Felix Endrich und Fritz Stöckli.